# Strimsporig hjorttryffel
Strimsporig hjorttryffel (Elaphomyces striatosporus) är en svampart som tillhör divisionen sporsäcksvampar, och som beskrevs av Lars Erik Kers. Strimsporig hjorttryffel ingår i släktet Elaphomyces, och familjen hjorttryfflar. Enligt den finländska rödlistan är arten nära hotad i Finland. Enligt den svenska rödlistan är arten starkt hotad i Sverige. Arten förekommer i Götaland, Svealand och Nedre Norrland. Artens livsmiljö är lundskogar.